# Kinas herrlandslag i fotboll
Kinas herrlandslag i fotboll (Kinesiska:中国国家足球队; pinyin:Zhōngguó Guójiā Zúqiú Duì; smeknamn:Draken och Den stora muren) representerar Folkrepubliken Kina i fotboll på herrsidan.
Laget grundades 1924 i Republiken Kina under regi av Chinese Taipei Football Association.

## Meriter
- VM i fotboll: 2002
- Asiatiska mästerskapet i fotboll: 
  - Finalist: 1984, 2004
- Olympiska spelen: 1936, 1948, 1988